# Thaumatomyrmex atrox
Thaumatomyrmex atrox är en myrart som beskrevs av Weber 1939. Thaumatomyrmex atrox ingår i släktet Thaumatomyrmex och familjen myror. Inga underarter finns listade i Catalogue of Life.

## Bildgalleri

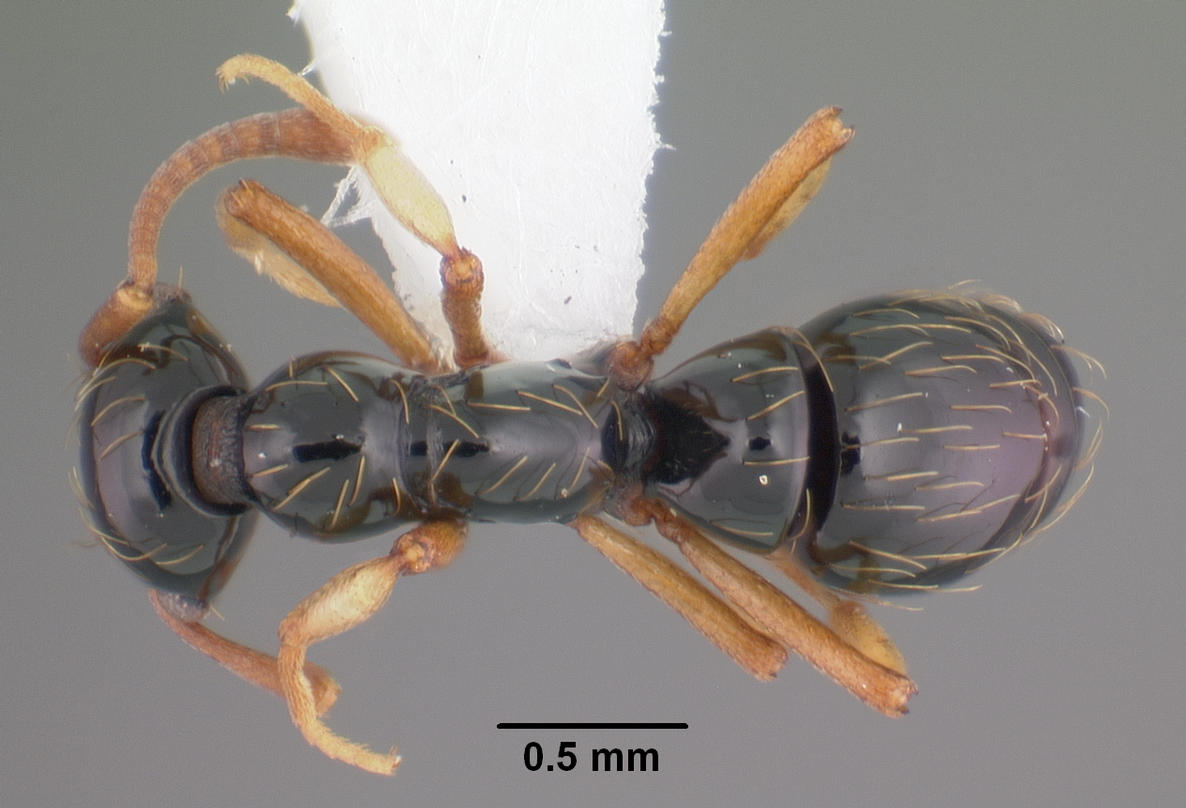
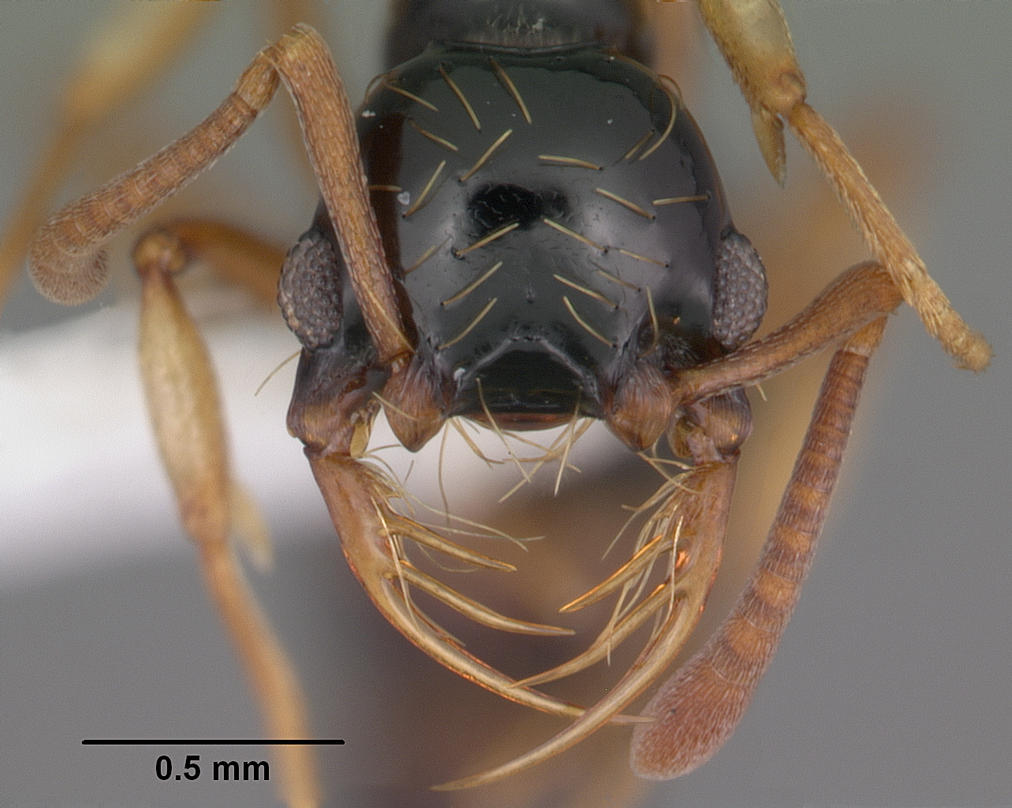
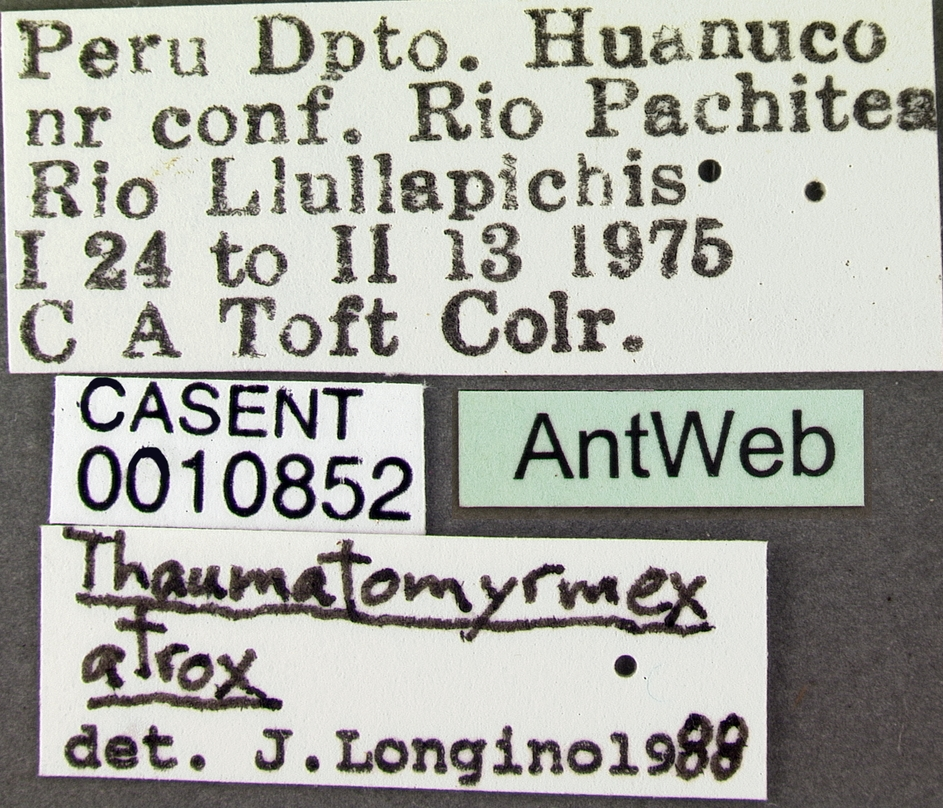
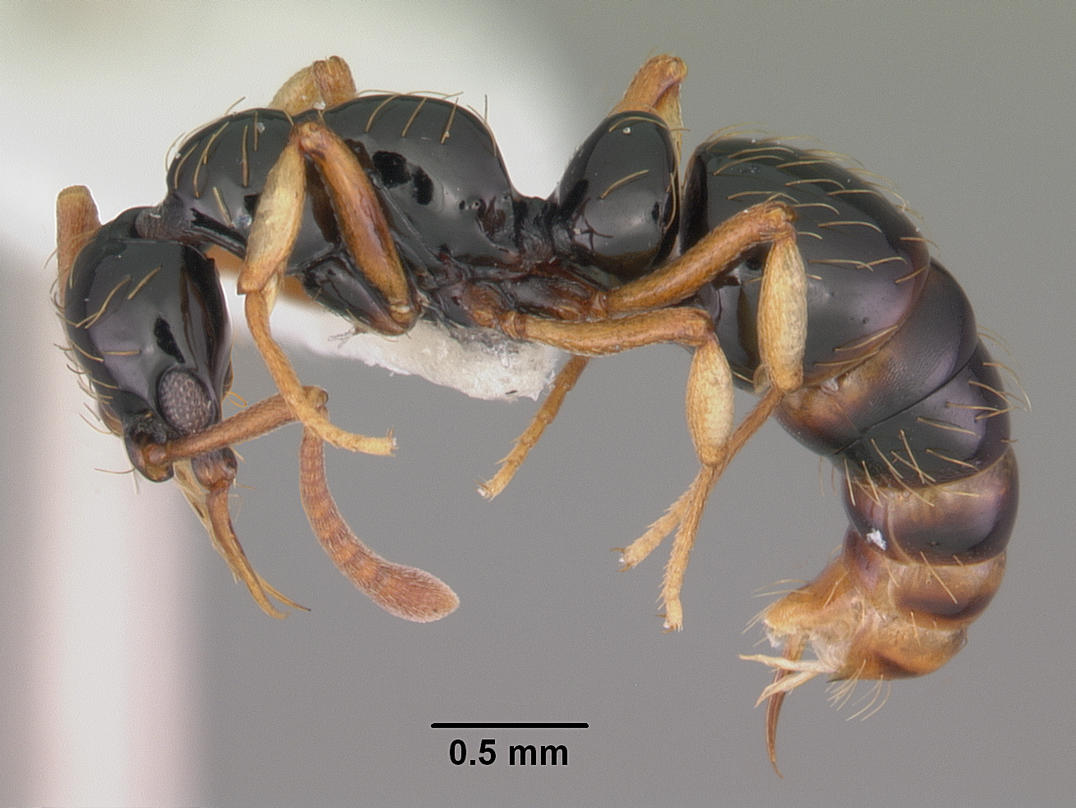
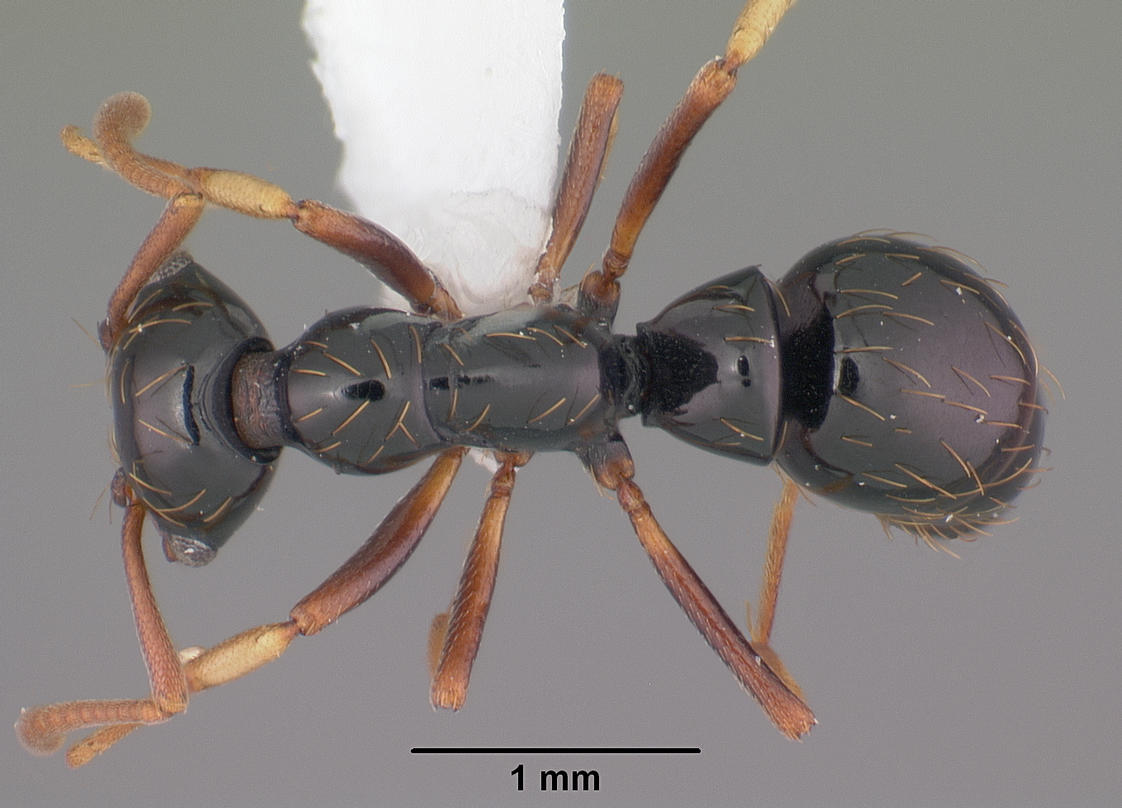
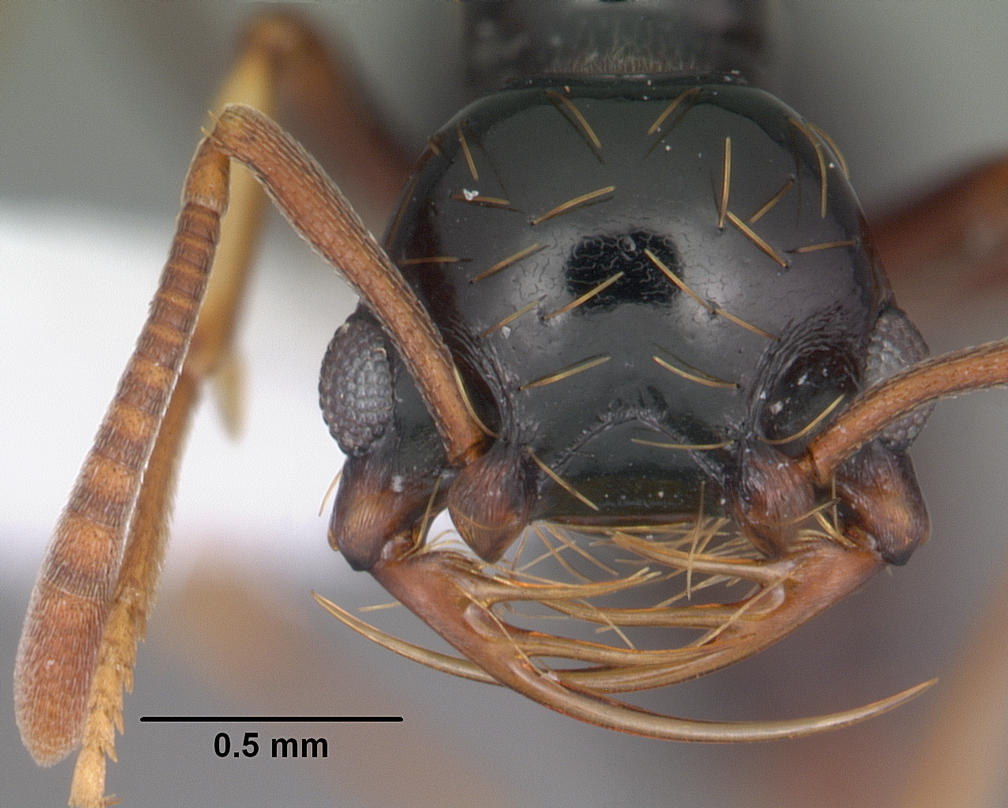